# Notoplatynus
Notoplatynus is een geslacht van kevers uit de familie van de loopkevers (Carabidae). De wetenschappelijke naam van het geslacht is voor het eerst geldig gepubliceerd in 1985 door Moore.

## Soorten
Het geslacht Notoplatynus omvat de volgende soorten:
- Notoplatynus darlingtoni Moore, 1985
- Notoplatynus hilaris (Olliff, 1889)